# Opera Nazionale Dopolavoro Palestra Itália
Opera Nazionale Dopolavoro Palestra Itália foi uma agremiação esportiva da cidade do Rio de Janeiro.

## História
O clube disputou o Torneio Aberto de Futebol do Rio de Janeiro de 1935.

## Estatísticas

### Participações
| Competição     | Temporadas | Melhor campanha     | Estreia | Última | P | R |
| Torneio Aberto | 1          | Desconhecido (1935) | 1935    | 1935   | – | – |